# Maciej Bielecki
Maciej Bielecki (né le 19 mai 1987 à Białystok) est un coureur cycliste polonais, spécialiste de la vitesse individuelle et par équipes.

## Palmarès

### Jeux olympiques
- Pékin 2008
  - 13e de la vitesse par équipes
- Londres 2012
  - 10e de la vitesse par équipes

### Championnats du monde
- Pruszków 2009
  - 5e de la vitesse par équipes
- Copenhague 2010
  - 9e de la vitesse par équipes
- Apeldoorn 2011
  - 9e de la vitesse par équipes
  - 44e de la vitesse individuelle
- Melbourne 2012
  - 9e de la vitesse par équipes
- Cali 2014
  - 7e de la vitesse par équipes
- Hong Kong 2017
  - 4e de la vitesse par équipes[1]
- Pruszków 2019
  - 7e de la vitesse par équipes[2]

### Coupe du monde
- 2015-2016
  - 2e de la vitesse par équipes à Hong Kong
- 2016-2017
  - 2e de la vitesse par équipes à Cali
  - 3e de la vitesse par équipes à Glasgow
  - 3e de la vitesse par équipes à Los Angeles
- 2018-2019
  - 3e de la vitesse par équipes à Hong Kong
- 2019-2020
  - 2e de la vitesse par équipes à Cambridge
  - 2e de la vitesse par équipes à Brisbane
  - 2e de la vitesse par équipes à Milton

### Championnats d'Europe
| Édition / Épreuve              | Vitesse par équipes                                            |
| Cottbus 2007 (espoirs)         | Argent                                                         |
| Pruszkow 2008 (espoirs)        | Bronze                                                         |
| Minsk 2009 (espoirs)           | Bronze                                                         |
| Apeldoorn 2011                 | Bronze                                                         |
| Panevėžys 2012                 | Argent                                                         |
| Saint-Quentin-en-Yvelines 2016 | Or (avec Kamil Kuczynski, Mateusz Rudyk et Mateusz Lipa)       |
| Granges 2021                   | Bronze (avec Patryk Rajkowski, Mateusz Rudyk et Daniel Rochna) |
| Granges 2023                   | 5e                                                             |
| Apeldoorn 2024                 | Bronze                                                         |

### Championnats de Pologne
| - 2009 - 2e du championnat de Pologne de vitesse par équipes - 2010 - 3e du championnat de Pologne de vitesse individuelle - 3e du championnat de Pologne de vitesse par équipes - 2012 - Champion de Pologne de vitesse par équipes - 2013 - Champion de Pologne de vitesse par équipes - 3e du championnat de Pologne de vitesse individuelle - 2015 - 3e du championnat de Pologne de vitesse par équipes - 2016 - 2e du championnat de Pologne de vitesse par équipes - 2017 - Champion de Pologne de vitesse par équipes | - 2018 - 2e du championnat de Pologne de vitesse par équipes - 2019 - 2e du championnat de Pologne de vitesse par équipes - 2020 - 2e du championnat de Pologne de vitesse par équipes - 2021 - 3e du championnat de Pologne de vitesse par équipes - 2023 - 3e du championnat de Pologne de vitesse par équipes - 3e du championnat de Pologne du kilomètre - 2024 - Champion de Pologne de vitesse par équipes - 3e du championnat de Pologne de vitesse individuelle - 3e du championnat de Pologne du keirin |  |